# Вільдерсвіль
Вільдерсвіль (нім. Wilderswil) — громада  в Швейцарії в кантоні Берн, адміністративний округ Інтерлакен-Обергаслі.

## Географія
Громада розташована на відстані близько 45 км на південний схід від Берна.
Вільдерсвіль має площу 13,2 км², з яких на 10,3% дозволяється будівництво (житлове та будівництво доріг), 18,5% використовуються в сільськогосподарських цілях, 58,1% зайнято лісами, 13,1% не є продуктивними (річки, льодовики або гори).

## Демографія
2019 року в громаді мешкало 2669 осіб (+6,7% порівняно з 2010 роком), іноземців було 15,9%. Густота населення становила 202 осіб/км².
За віковим діапазоном населення розподілялося таким чином: 18,6% — особи молодші 20 років, 62,2% — особи у віці 20—64 років, 19,1% — особи у віці 65 років та старші. Було 1245 помешкань (у середньому 2,1 особи в помешканні).
Із загальної кількості 1150 працюючих 46 було зайнятих в первинному секторі, 358 — в обробній промисловості, 746 — в галузі послуг.